# Justa i Rufina
Justa i Rufina van ser dues germanes nascudes a Sevilla el 268 i el 270, mortes màrtirs el 287. Són venerades com a santes per l'Església Catòlica i l'Ortodoxa. La seva festivitat se celebra el 19 de juliol.

## Vida i tradicions
Justa i Rufina van ser germanes, nascudes a Hispalis: Justa el 268 i Rufina el 270. Eren de família modesta i amb conviccions cristianes, dedicada als oficis de la terrissa.
Era costum a la ciutat celebrar un cop l'any una festa pagana en honor de Venus, rememorant la mort d'Adonis. S'anava pels carrers demanant almoines per a la festa. En arribar la comitiva a la casa de Justa i Rufina, aquestes no van voler participar en la festa pagana, contrària a la seva fe, i van esmicolar la figura de la deessa, provocant l'enuig dels romans pagans.
El prefecte de Sevilla, Diogenià, va ordenar empresonar-les i les va incitar a deixar la fe cristiana, amenaçant-les amb el martiri. Les santes s'hi negaren i van patir diversos turments. Veient que no donaven resultat, va ordenar tancar-les a una cel·la fosca, on van patir gana i set. Havent sobreviscut, van ser condemnades a anar caminant descalces fins a la Sierra Morena i, en haver-ho aconseguit, de retorn a Hispalis van ser tancades de nou perquè hi morissin d'inanició. La primera a morir va ser Justa, de la qual van llençar el cos a un pou --després va ser recuperat pel bisbe Sabí.
Tot i la mort de sa germana, Rufina no va voler abandonar la seva fe i va ser condemnada a les bèsties de l'amfiteatre. El lleó, però, s'hi va amansir i va llepar les mans de la santa. El prefecte, llavors, va manar decapitar Rufina i cremar-ne el cos. Sabí, després sant, també en recollí les restes i les enterrà juntament amb les de sa germana, l'any 287. Altres versions diuen que Sabí aconseguí treure en secret el cos de Justa del pou en què havia estat llençat i li donà sepultura en el cementiri que els cristians tenien en aquell lloc i que avui porta el nom de Prado de Santa Justa i on resta ubicada l'estació central de ferrocarrils de Sevilla, Santa Justa.

## Veneració
El rei Ferran III de Castella el Sant els dedicà una església i un monestir, aixecat sobre les presons en les que varen patir martiri. L'arquebisbe Rodrigo Jiménez diu que al seu temps els cossos de les santes foren traslladats al Monestir de Santa María de Las Huelgas de Burgos.
Van ser canonitzades i proclamades patrones de Sevilla i dels gremis de terrissaires. També són patrones d'Oriola (on la llegenda diu que s'hi aparegueren com a dos estels sobre la serralada d'Oriola anunciant la conquesta cristiana de la ciutat musulmana), de Payo de Ojeda (Palència), Maluenda, Villanueva del Rebollar i de Huete (Conca). Tenen temples a Lisboa, Daroca, Badajoz, Mondoñedo i d'altres punts.
A Sevilla són les protectores de la Giralda i la Catedral, ja que es creu que gràcies a elles els dos edificis no van caure a conseqüència dels terratrèmols de 1504, 1655 i 1755. Per això, se solen representar amb la Giralda al mig, palmes com a símbol del martiri i amb atuells de terrissa per la seva professió.
D'aquestes dues santes, la festa de les quals se celebra el 19 de juliol, el Martyrologium Hieronymianum només n'esmenta la primera, però als martirologis històrics (Les martyrologes historiques, 176-177) també s'anomena Rufina, d'acord amb les actes llegendàries. En The Catholic Cyclopedia (XIII, 221) s'afirma que no hi ha cap dubte de què ambdues santes són màrtirs històriques de l'Església Espanyola.

### Devoció a Catalunya
Les santes són patrones de Prats de Molló (Vallespir), on se'n conserven relíquies. La seva presència al Pirineu, com la d'altres sants, es deu als trasllats que van dur-se a terme durant l'ocupació musulmana de la península.
La llegenda popular desenvolupada a Catalunya, sense cap fonament històric, les fa naturals de Barcelona o Camprodon, amb una botiga d'atuells de terrissa. Van descobrir que un veí seu taverner aigualia el vi: van fer passar la beguda per un sedàs i van veure que el vi quedava al colador i l'aigua queia al gibrell de sota. Fugint del taverner, es van refugiar a Prats de Molló.
També són patrones de Malgrat de Mar.

## Justa i Rufina en l'art

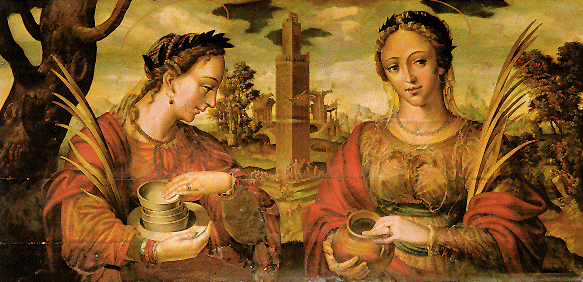
Santes Justa i Rufina per Hernando de Esturmio
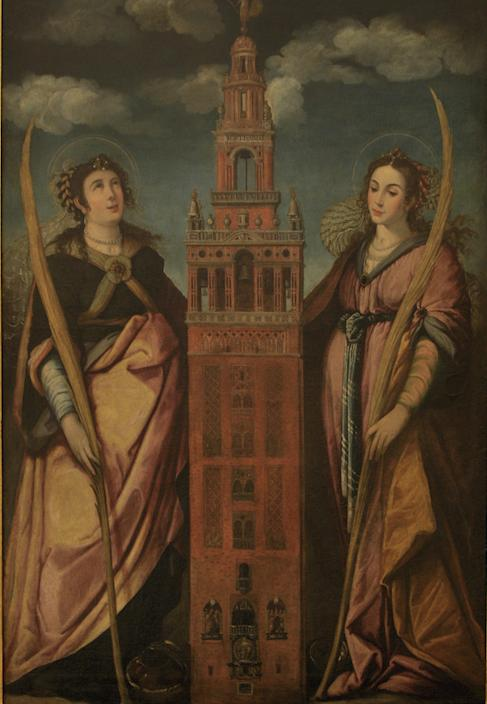
Les santes per Miguel de Esquivel (Catedral de Sevilla)
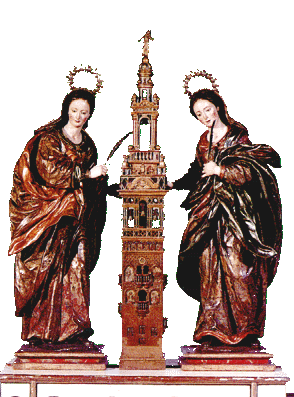
Talla de les santes per Pedro Duque Cornejo, 1728 (Catedral de Sevilla)
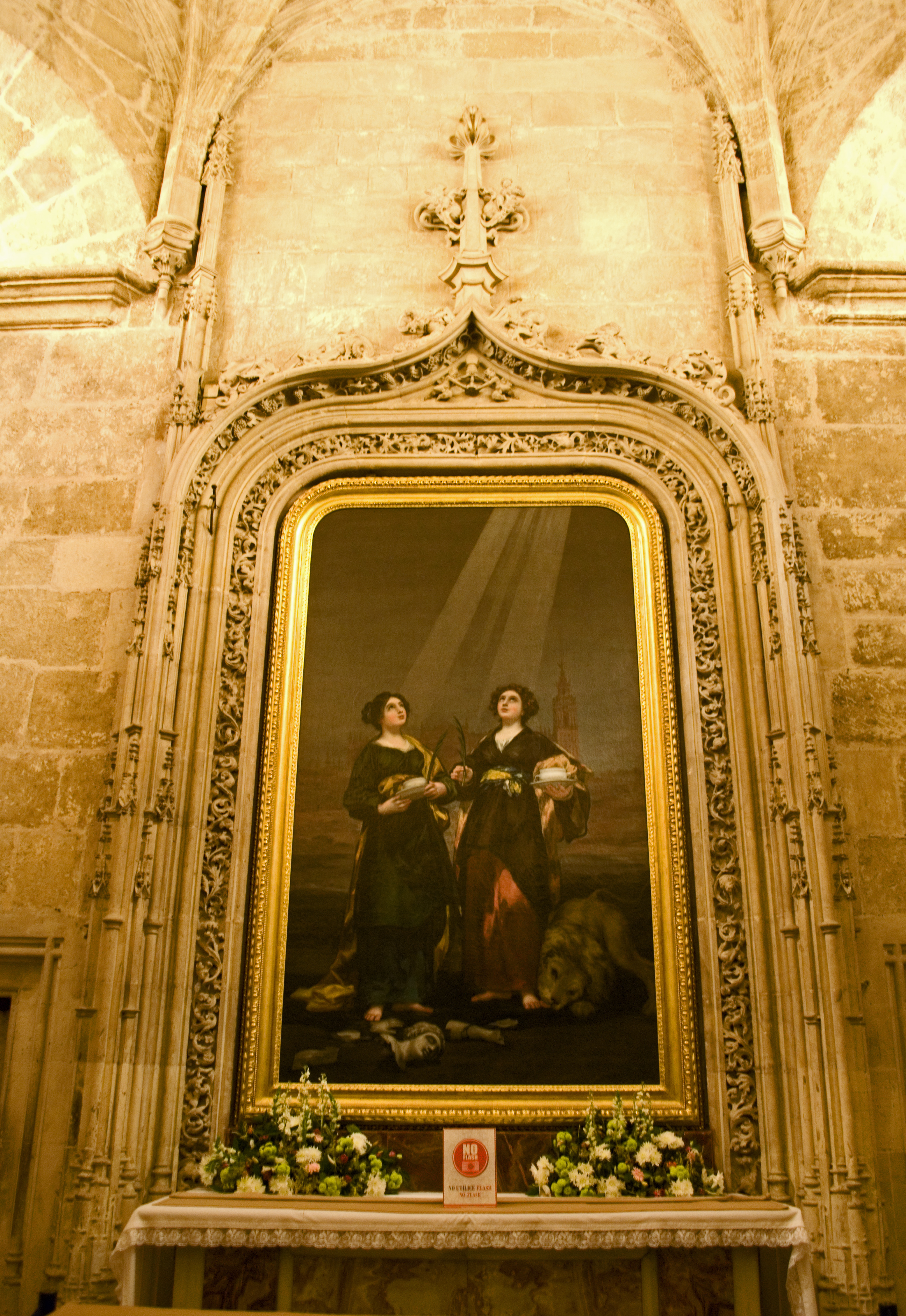
Santes Justa i Rufina per Francisco de Goya
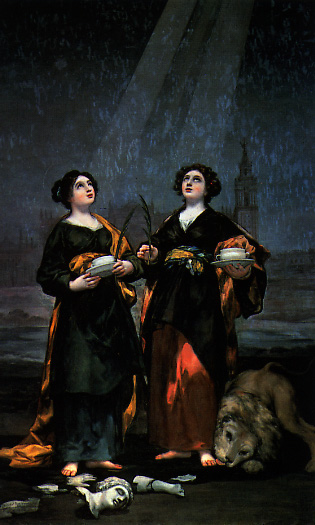
Les santes per Goya, 1817 (Catedral de Sevilla)
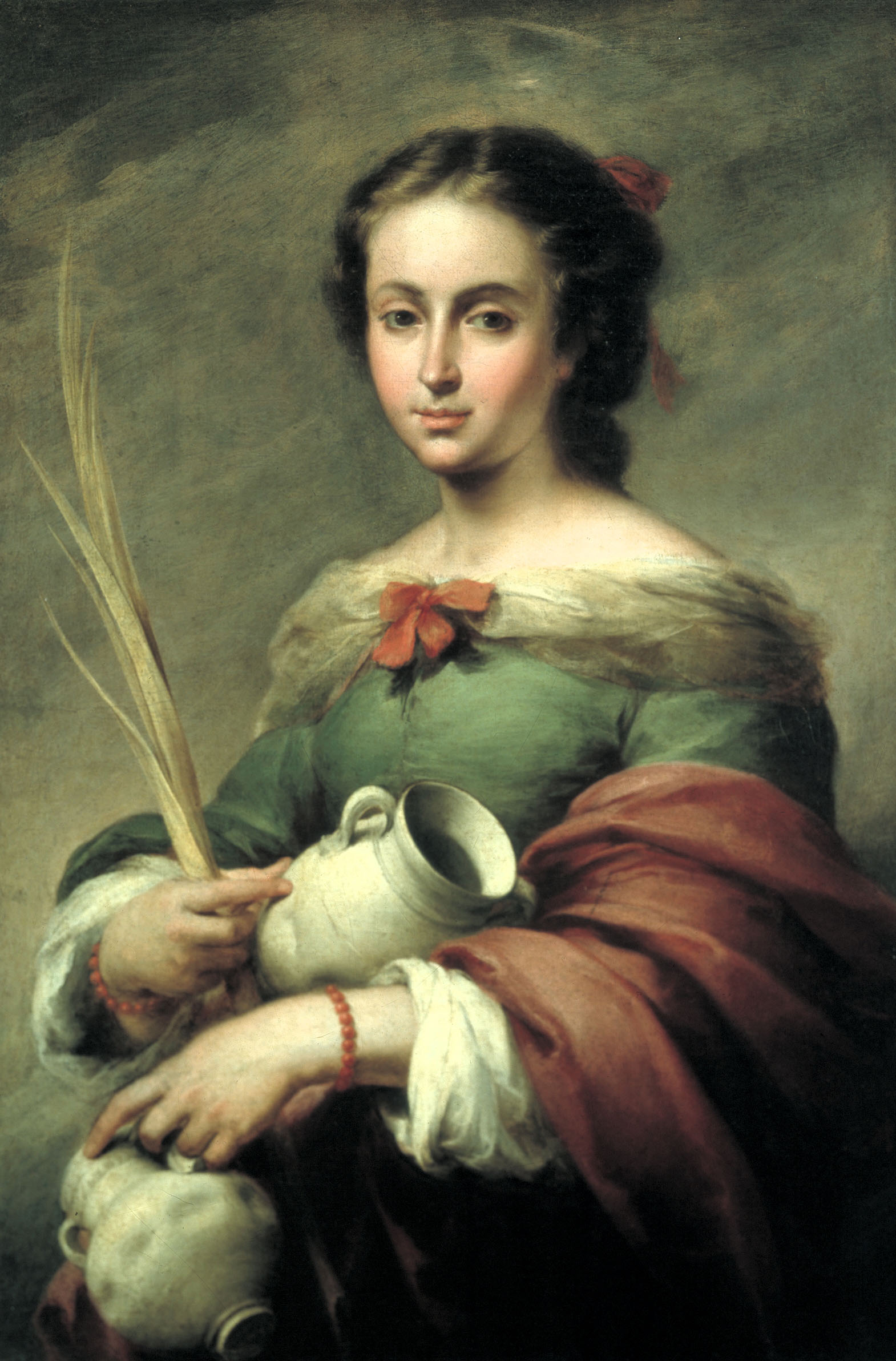
Santa Rufina de Murillo
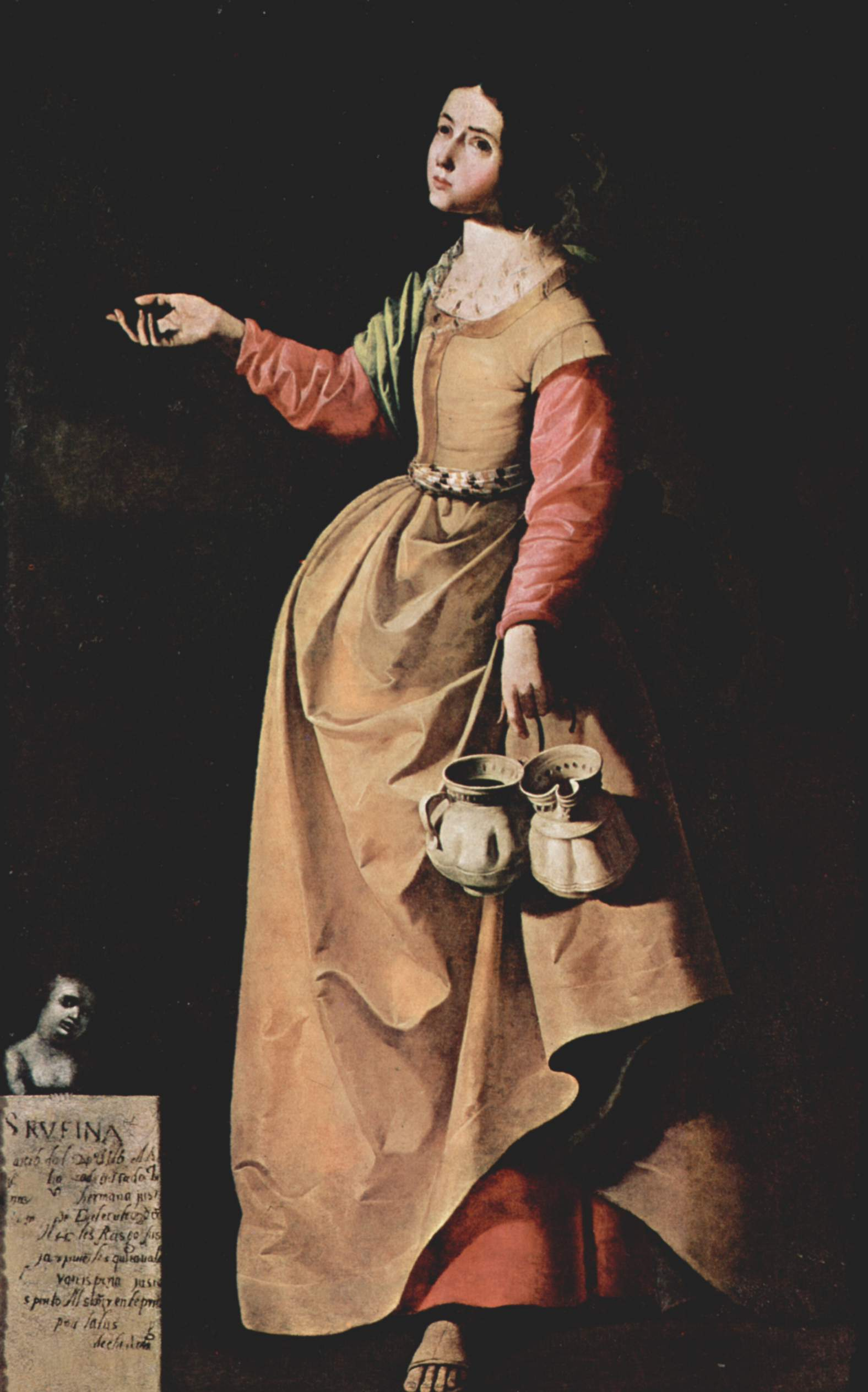
Santa Rufina, per Zurbarán
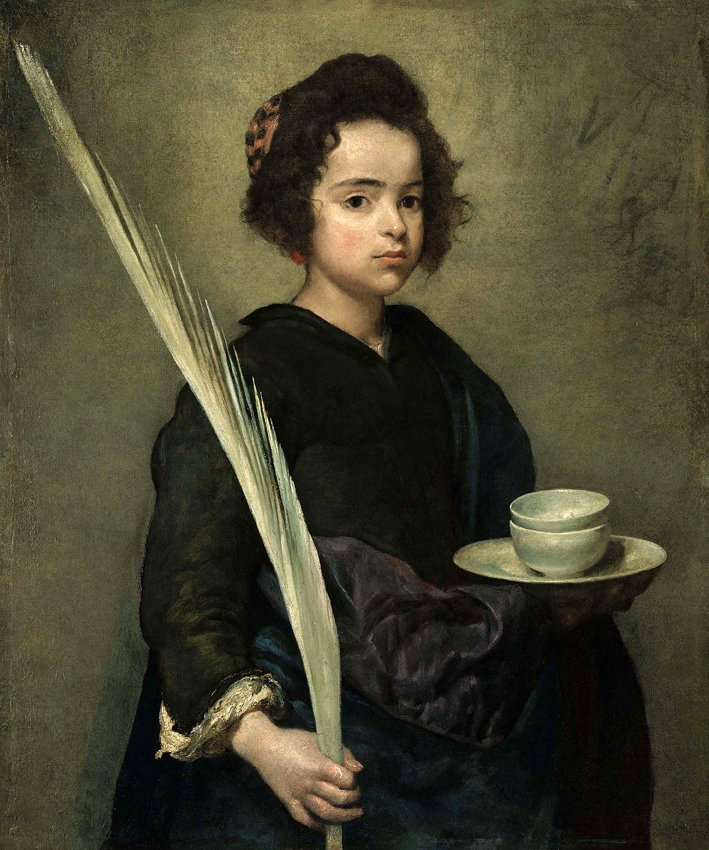
Santa Rufina de Velázquez